# Heptathela kimurai
Heptathela kimurai is een spinnensoort uit de familie Liphistiidae. De soort komt voor in Japan.